# Paraclius brevimanus
Paraclius brevimanus är en tvåvingeart som beskrevs av Van Duzee 1931. Paraclius brevimanus ingår i släktet Paraclius och familjen styltflugor. Inga underarter finns listade i Catalogue of Life.